# Аргаван
Аргава́н, или Арга́м (арм. Արգաւան) — в армянском фольклоре известен как царь вишапов, соперник царя Арташеса. Занимал трон второго (второстепенного) царя Армении, расположенного у Масиса. Является одним из главных героев эпоса Випасанк, потомок Аждахака.

## Описание
Горела царица Сатеник страстью страстной

Иметь артахур хаварт и пучок хаварци из подушек Аргавана.
По преданию, жена царя Арташеса, аланская царевна Сатеник, была влюблена в царя драконов Аргавана. Она также желала заполучить волшебную траву, которую Аргаван прятал в своих подушках. По мнению армянского поэта Ованеса Туманяна, под цветами подразумевалась любовь к Аргавану. Придворным армянского царя стало известно о пристрастиях царицы, и во дворце развернулись интриги.
Годы спустя повзрослевший сын Арташеса и Сатеник, царевич Артавазд, склоняет отца к войне с Аргаваном. Многие исследователи склоняются к версии, что причиной развязывания Артаваздом войны скорее является его честолюбивый характер, нежели восстановление чести семьи. Исходом войны становится свержение с трона Аргавана и коронация на его престол Артавазда. Однако на этом история не кончается. Лишённый своего трона Аргаван приглашает царскую семью на примирительный обед, замыслив коварство. О заговоре становится известно во время приёма, и царская семья берётся за оружие, дабы наказать заговорщиков. По возвращении в Арташат Арташес посылает своего сына Мажана истребить род Мурацянов вместе с дворцом Аргавана. Также, видимо в отместку за поруганную честь из-за Сатеник, Арташес приказывает привести к нему наложницу Аргавана, красавицу Манд. Однако Мажан не смог выполнить приказ отца, и за дело взялся Артавазд, уничтоживший вишапов и Аргавана в частности.
Обед устроивши Аргаван в честь Арташеса,

Свершивши коварство во храме вишапов...

Ճաշ գործեալ Արգաւանայ ի պատիւ Արտաշիսի,

Խարդաւանակ լեալ նմին ի տաճարին վիշապաց...
Примечательно, что в Гохтанских песнях говорится о разорении храма вишапов. По мнению ряда исследователей, под храмом вишапов имеются в виду потомки мидян, предков которых некогда захватил Тигран Ервандян, заселив Армению. А мидяне были известны как драконопоклонники, в отличие от армян, у которых религия носила обратный, «драконоборческий» характер.
По некоторым, вероятно более поздним сведениям, победить вишапов Арташесидам помог архангел Гавриил, так как простому смертному не дано победить дракона.
В осетинских сказаниях Сатеник изменяет представленному в качестве её мужа Урызмагу с сыном местного Вулкана Сафой. Осетинские сказания вполне похожи на эпос об Арташесе и его неверной жене, изменившей ему с вишапом. Также из нартского эпоса известен эпизод, напоминающий вероломный приём у Аргавана царской семьи. В эпосе говорится о том, что нарты пригласили Урыгзмага на пир с тайным намерением убить, однако заговор сорвался благодаря верной Урызмагу Сатеник и племяннику Батразу, убившему мечом всех собравшихся нартов. В данном случае миф о расправе во время пира, который часто используется у многих народов, имеет «обратную реакцию» в сравнении с армянским эпосом. Так, если фигуры Аргавана и Урызмага более или менее идентичны, то Артавазд и Батраз из общего имеют лишь необузданный нрав, воюя по разные стороны; сюжет также прямо противоположен армянскому.

## Происхождение
По рационалистическому толкованию Аргаван и его племя являлись потомками мидийцев, которых поселил у горы Масис в своё время Тигран Древний. Таким образом, получается, что Аргаван стал весьма могущественным человеком, создав государство мидян внутри Армении и по факту решив отделиться.
Курды, по одной из версий считающиеся потомками мидян, имеют в собственном языке слова Аргам и Аргаван, соответственно означающие Иудино дерево и его цветок. Этим можно объяснить пристрастие к цветам Аргама у царицы Сатеник. Также Аргаван является женским именем у ираноязычных народов и переводится как красный пурпур.
Имя Аргам-Аргаван сохранилось в названиях двух сел под названием Айгаван в Араратском районе и вблизи Еревана. 